# Мёрфи, Келли
Келли Энн Мёрфи (англ. Kelly Ann Murphy; род. 20 октября 1989 года, Уилмингтон, округ Уилл, штат Иллинойс, США) — американская волейболистка, диагональная нападающая. Бронзовый призёр Олимпиады-2016, чемпионка мира 2014.

## Биография
Родилась в небольшом городке Уилмингтоне штата Иллинойс, в семье Скотта и Сэнди Мёрфи. У неё есть две сестры — Дженнифер и Мэри. Училась в католической академии Джолиета. Там же в возрасте 11 лет начала заниматься волейболом, став одним из ведущих игроков школьной команды. В 2006 и 2007 годах признавалась лучшей волейболисткой США в своей возрастной категории. В 2008 году поступила во Флоридский университет в Гейнсвилле, где стала выступать за местную команду «Флорида Гэторс», в составе которой принимала участие в чемпионатах Национальной ассоциации студенческого спорта (англ. National Collegiate Athletic Association, сокр. NCAA).
С 2012 года стала выступать в заграничных профессиональных клубах. Играла в Пуэрто-Рико, Италии, Японии и Китае. После сезона 2018/2019 в Китае, где в 2019 стала бронзовым призёром чемпионата страны в составе команды «Шанхай Брайт Юбест», завершила игровую карьеру.
В 2007 в составе молодёжной сборной США участвовала в молодёжном чемпионате мира, а с 2013 являлась игроком главной национальной команды страны, в составе которой становилась бронзовым призёром Олимпийских игр 2016, чемпионкой мира 2014, чемпионкой NORCECA 2013, а также победителем и призёром других официальных соревнований мирового и континентального уровня. 

### Клубная карьера
- 2008—2011 —  «Флорида Гэторс» (Гейнсвилл);
- 2012 —  «Метс де Гуайнабо» (Гуайнабо);
- 2012—2013 —  «Вакерас де Баямон» (Баямон);
- 2013—2014 —  «Игор Горгондзола» (Новара);
- 2014—2016 —  «Агео Медикс» (Агео);
- 2016—2017 —  «Хэнань Синьюань» (Чжэнчжоу);
- 2018—2019 —  «Шанхай Брайт Юбест» (Шанхай).

## Достижения

### Со сборными США
- бронзовый призёр Олимпийских игр 2016.
- чемпионка мира 2014.
- серебряный призёр Всемирного Кубка чемпионов 2013.
- чемпионка Мирового Гран-при 2015;
  - серебряный призёр Мирового Гран-При 2016.
- чемпионка Лиги наций 2018.
- чемпионка NORCECA 2013.
- победитель розыгрыша Панамериканского Кубка 2013.

### С клубами
- бронзовый призёр чемпионата Японии 2015.
- бронзовый призёр чемпионата Китая 2019.

### Индивидуальные
- 2007: лучшая на подаче молодёжного чемпионата мира.
- 2010: лучшая диагональная нападающая чемпионата NCAA.
- 2013: MVP и лучшая диагональная нападающая чемпионата NORCECA.
- 2015: лучшая на подаче чемпионата Японии.